# Local Government (Ireland) Act
Im Local Government (Ireland) Act von 1898 wurde durch das Parlament des Vereinigten Königreichs die Verwaltungsgliederung Irlands neu gestaltet und der Einfluss der Landbesitzer beschränkt.

## Inhalt
Durch den Local Government (Ireland) Act von 1898 wurden in Irland in den einzelnen Grafschaften County Councils als parlamentarische Strukturen eingerichtet, wie sie seit 1888/89 in Großbritannien bereits eingeführt worden waren.
Hierdurch wurden Entscheidungsprozesse auf die lokale Ebene verlagert und von gewählten Vertretern der Bevölkerung gestaltet. Dies war durch die daraus folgende Entwicklung einer politischen Klasse und die zunehmende Bedeutung der Councils als Plattformen irischer Unabhängigkeitsbestrebungen eine wichtige Voraussetzung für die Entstehung des Irischen Freistaates und die irische Unabhängigkeit.
Im Rahmen des Local Government (Ireland) Act wurden die Grenzen vieler Grafschaften aus verwaltungstechnischen Gründen geringfügig verändert. Zusätzlich zu den bestehenden Countys wurden die großen Städte Belfast, Cork, Dublin, Limerick, Londonderry und Waterford zu, administrativ den Grafschaften ungefähr gleichgestellten, unabhängigen County Boroughs.